# Повітряні рейдери
«Повітряні рейдери» (англ. Air Raid Wardens) — американська кінокомедія режисера Едварда Седжвіка 1943 року.

## Сюжет
Двоє невдах, після невдачі в ролі бізнесменів, працюючи повітряними наглядачами наштовхуються на лігво нацистських диверсантів, які прагнуть підірвати місцевий завод магнію.

## У ролях
- Стен Лорел — Стенлі
- Олівер Гарді — Олівер
- Едгар Кеннеді — Джо Бледсой
- Жаклін Вайт — Пеггі Паркер
- Стефен Макналлі — Ден Медісон
- Нелла Волкер — Міллісент Нортон
- Дональд Мік — Юстас Міддлінг
- Генрі О'Нілл — Ріттенгаус
- Говард Фрімен — Дж. П. Нортон
- Пол Стентон — капітан Біддл
- Роберт Емметт О'Коннор — Чарлі Бейґарт
- Вільям Таннен — Джозеф
- Расселл Гікс — майор Скенлон
- Філіп Ван Зандт — Герман
- Фредерік Ворлок — Отто
- Дон Костільо — Гейдріх